# Ecréhous
Insulele Ecréhous (în normandă: Êcrého) sunt un arhipelag situat în sudul Insulelor Canalului, parte a bailiwick-ului Jersey. Aparțin administrativ de parohia Saint Martin și sunt situate la 11 km nord-est de Jersey și la 15 km vest de coasta franceză a peninsulei Cotentin. 

## Geografie
Arhipelagul este constituit dintr-un platou de granit presărat cu numeroase roci care sunt vizibile doar la meree joasă și insulele au fost declarate zone marine de importanță internațională conform convenției Ramsar. Din punct de vedere geologic, face parte din același grup de insule cu Les Dirouilles și Pierres de Lecq ambele situate spre vest.
În timpul mareelor înalte doar câteva insule rămân deasupra nivelului mării. Pe trei dintre acestea se află câteva case de pescari, actualmente nelocuite, ce servesc drept refugiu ocazional:
- La Maîtresse Île (Maîtr'Île), 300m lungime și 150 m lățime, conține și ruinele unei capele.
- La Marmotière (la Marmotchiéthe), 150 m lungime și 80 m lățime, una dintre clădiri este o clădire a vamelor din Jersezdeasupra căreia flutură Union Jack.
- La Blanche Île (lé Bliantch'Île)

## Istoric
Nelocuibile, insulele au fost de-a lungul istoriei folosite drept ascunzătoare de către contrabandiști care încercau să introducă bunuri ori în Franța ori în Jersey. 

### Litigiul dintre Franța și Anglia
Odată cu celelalte insule ale canalului, arhipelagul a aparținut ducatului Normandiei și din secolul XIII au intrat sub suvernaitatea directă a monarhului britanic. Regatul Franței a revendicat proprietate în cazul acestor insule, dar cu timpul revendicările au devenit din ce în ce mai puțin vehemente. 
În Secolul XIX, odată cu apariția convențiilor de pescuit ce au modificat în repetate rânduri apele teritoriale, autoritățile britanice și ale insulelor au considerat că activitățile pescarilor francezi în jurul acestor insule sunt iegale. Franța și Regatul Unit au decis în 1950 să regleze litigiul pe baze strict juridice și au depus o cerere de arbitraj la Curtea Internațională de Justiție de la Haga. Chestiunea drepturilor de pescuit a fost reglată în prealabil printr-un acord comercial între cele două țări, aflat încă în vigoare.
Regatul Unit și-a bazat pretențiile pe cucerirea Angliei de către ducele Normandiei William Cuceritorul în 1066, ceea ce a creat o legătură istorică între insule și regatul englez. Franța și-a bazat pretențiile pe recucerirea Normandiei de către regele Franței în 1204. Deoarece aceasta din urmă nu a implicat decât cucerirea părții continentale, în 1953 CIJ a dat în unanimitate dreptate Regatului Unit.

### Alte evenimente
Doi excentrici au locuit pentru o lungă perioadă de timp pe Ecréhous s-au proclamat pe rând Le Roi des Ecréhous (Regele insulelor Ecréhous) și au pretins suveranitatea asupra insulelor. Philippe Pinel a locuit pe Bliantch'Île între 1848 și 1898 și a cedat drepturile sale reginei Victoria. În anii 1960 și 1970 Alphonse Le Gastelois s-a refugiat pe insule în urma unor acuzații de hărțuire sexuală (acuzați care ulterior s-au dovedit nefondate). El a reclamat oficial reginei Elisabeta a II-a titlul de Senoir al Insulelor Écréhous, evocând vechiul drept normand, în virtutea căruia, orice persoană care locuiește cel puțin 10 ani și o zi pe un teritoriu poate reclama ducelui de Normandia de a deveni reprezentantul legal al acestuia.
În 1993 și din nou în 1994, un grup de 'invadatori' francezi au debarcat pe insule și au ridicat steagul normand. Acțiunea a fost un protest împotriva noilor reguli de pescuit în Marea Mânecii. În 1994 protestul a fost supravegheat de poliția din Jersey, un ofițer având rolul de împiedica arborarea altui drapel în locul drapelului Regatului Unit. Invadatorii, după ce au luat masa și au celebrat o slujbă pe ruinele vechii capele, ale cărei urme le-au recreat cu ajutorul algelor, s-au retras în liniște.